# Norbert Gombos
Norbert Gombos (13 de agosto de 1990) é um tenista profissional eslovaco.

## Títulos

### Simples: 4 (1–4)
| Legenda                   |
| ATP Challenger Tour (1–4) |

| Posição | N. | Data          | Torneio                | Piso   | Oponente          | Placar        |
| Vice    | 1. | 2 Março 2014  | Cherbourg, França      | Duro   | Kenny de Schepper | 6–3, 2–6, 3–6 |
| Vice    | 2. | 1 Junho 2014  | Vicenza, Itália        | Saibro | Filip Krajinović  | 4–6, 4–6      |
| Vice    | 3. | 7 Junho 2014  | Prostějov, Rep. Tcheca | Saibro | Jiří Veselý       | 2–6, 2–6      |
| Vice    | 4. | 14 Junho 2014 | Košice, Eslováquia     | Saibro | Frank Dancevic    | 2–6, 6-3, 2–6 |
| Campeão | 1. | 1 Março 2015  | Cherbourg, França      | Duro   | Benoît Paire      | 6–1, 7–6(7–4) |